# Conus dusaveli
Espèce
Statut de conservation UICN

 LC  : Préoccupation mineure
Conus dusaveli est une espèce de mollusques gastéropodes marins de la famille des Conidae.
Comme toutes les espèces du genre Conus, ces escargots sont prédateurs et venimeux. Ils sont capables de « piquer » les humains et doivent donc être manipulés avec précaution, voire pas du tout.

## Description
La taille de la coquille varie entre 50 mm et 93 mm. La coquille fine est striée sur toute sa surface. Sa couleur est jaunâtre ou blanc violacé. Elle est nuancée.de marron, avec des séries tournantes distantes de taches marron et de lignes courtes, les plus visibles sur deux bandes irrégulières plus claires. .

## Distribution
Cette espèce marine est présente au large des Ryukyus, du Japon et des Philippines.

### Niveau de risque d’extinction de l’espèce
Selon l'analyse de l'UICN réalisée en 2011 pour la définition du niveau de risque d'extinction, cette espèce se trouve depuis les îles Ryukyu au Japon jusqu'aux Philippines, et se trouve également en Nouvelle-Calédonie et à Maurice. Cette espèce très répandue vit dans les eaux profondes, et peut être commune aux Philippines. Il n'y a pas de menaces majeures connues pour cette espèce. Cette espèce est classée dans la catégorie " préoccupation mineure ".

## Taxonomie

### Publication originale
L'espèce Conus dusaveli a été décrite pour la première fois en 1872 par le conchyliologiste britannique Henry Adams (1813-1877) dans la publication intitulée « Proceedings of the Zoological Society of London »,.

### Synonymes
- Conus (Textilia) dusaveli (H. Adams, 1872) · appellation alternative
- Leptoconus (Phasmoconus) dusaveli H. Adams, 1872 · non accepté (protonyme)
- Leptoconus dusaveli H. Adams, 1872 · non accepté (combinaison originale)
- Textilia dusaveli (H. Adams, 1872) · non accepté
- Textilia dusaveli benten Shikama & Oishi, 1977 · non accepté

## Identifiants taxonomiques
Chaque taxon catalogué par les bases de données biologiques et taxonomiques possède un identifiant qui permet d'établir un point de référence. Les identifiants de Conus dusaveli dans les principales bases sont les suivants :
BOLD : 655870 - CoL : XXBD - GBIF : 6125390 - iNaturalist : 431946 - IRMNG : 11706616 - NCBI : 592131 - TAXREF : 91983 - UICN : 192518 - WoRMS : 430468